# Fausto Vonbonek
Fausto Vonbonek (n. Mexicali, México; 1968) es escritor y poeta. Su obra ha sido premiada en numerosas oportunidades.
Su poemario Nupcias del tiempo fue publicado en el 2006 por Castañeada Libros. En 2007 presentó su trabajo Murmullo de Glorietas que recibió la Mención Honorífica del Certamen “Pedro F. Pérez y Ramirez”, en el ramo poesía. Al año siguiente ocupó el Primer Lugar en el mismo certamen con el poemario Pasión de Sahuaros, editado por la Fundación “Peritus”.
Entre las diversas actividades literarias y culturales, ha coordinado el festival binacional de cine realizado por los Valles de Coachella y Mexicali, realizando, además, el cortometraje “Apocalipsis de Soles” con el apoyo del XVIII Ayuntamiento de Mexicali.
Su obra se difunde a través de su blog PAREIDOLIAS, que ha obtenido el Premio “Cristina Faleroni” debido a la calidad de su contenido, y de la red social Facebook, medios que permiten acceder a poesía profunda y bella.
- Datos: Q5398815